# Lưới trời (phim 2003)
Lưới trời là bộ phim điện ảnh Việt Nam, thể loại chính kịch do Phi Tiến Sơn đạo diễn, Nguyễn Mạnh Tuấn biên kịch; các diễn viên chính gồm Đào Bá Sơn, Kim Khánh, Hà Xuyên, Thành Trí.
Đây là lần đầu tiên một phim điện ảnh Việt Nam được một đơn vị kinh tế tài trợ kinh phí phát hành (Công ty Vitek VTB).

## Nội dung
Bộ phim xen kẽ giữa phiên tòa xử vụ án tham nhũng và những tình tiết vụ án bắt đầu từ 5 năm trước. 
Tư Lê, tổng giám đốc ngân hàng quốc doanh PBF, dù là người nghiên túc nhưng ông vẫn bị sức ép của cấp trên và bị lôi kéo vào một vụ tham nhũng. Khải Thanh là Tổng giám đốc của Manaco - một tổng công ty đa ngành đang lớn mạnh - tìm cách câu kết với các sếp của Tư Lê là Hai Phán và Ba Nguyên. Theo yêu cầu của cấp trên, Tư Lê bật đèn xanh để ngân hàng cho Manaco vay vốn đầu tư.
Biết trước hậu quả nghiêm trọng nếu bị phát giác nên Tư Lê đã chuẩn bị đường lui cho mình. Ông thuê Huỳnh Tỏ, một người có trình độ văn hóa thấp, thậm chí mù lòa vào vị trí giám đốc ngân hàng, để họ ký duyệt hợp đồng cho vay. Sau đó Tư Lê giả bệnh ung thư phải mổ cấp cứu và xin thôi việc để điều trị dài hạn, đẩy trách nhiệm sang cho Hoàng Tân - người kế nhiệm ông.
Vụ án kết thúc với hai án tử hình cho Khải Thanh và Hoàng. Tư Lê không liên đới trách nhiệm, vì phần ăn chia của mình, Tư Lê đã quy đổi bằng ngôi biệt thự và chiếc xe hơi đời mới đứng tên cô bồ nhí là thư ký của Tư Lê trả góp.
Hạnh phúc gia đình Tư Lê đổ vỡ, cứ tưởng bồ nhí chung tình, ai ngờ lại là “người tình” chung của cả cấp trên. Tư Lê đột ngột ra đi. Ý nguyện của ông là muốn tố cáo hết sự thật, đã được vợ con ông tiếp tục làm thay.

## Phân vai
- Đào Bá Sơn - Đức Lê / Tư Lê (Giám đốc ngân hàng ABF)
- Kim Khánh - Thảo Linh (Thư ký kiêm bồ Tư Lê)
- Hà Xuyên - vợ Tư Lê
- Thành Trí - Hai Phán
- Đình Thơ - Ba Nguyên
- Quốc Hùng - Khải Thanh (Giám đốc tập đoàn Manaco)
- Trọng Hải - Hoàng Tân / Năm Tân (Kế nhiệm Tư Lê)
- Minh Châu - Chủ tọa phiên tòa
- Thanh Thúy - Hương (con gái Tư Lê)
- Hiếu Hiền - Bạn cùng lớp Hương
- Bùi Hồng Minh - vợ Hoàng Tân
- Nguyễn Thị An Chinh - Nhân viên Công ty Thiên Thành Manaco
- Mai Hòa - Nguyễn Thị Bé (Nhân viên Công ty Thiên Thành Manaco)
- và Phạm Đình Tòng, Hùng Phương, Hữu Hạnh, Ngọc Mai...

## Giải thưởng

### Giành giải
- 2003 - Cánh diều Vàng hạng mục phim điện ảnh - Giải Cánh diều 2002.[4]

- 2003 - Giải Mai vàng - Nữ diễn viên chính xuất sắc: Kim Khánh

- 2004 -  Liên hoan Phim Việt Nam lần thứ 14:
  - Giải Bông sen Bạc cho phim truyện điện ảnh
  - Biên kịch xuất sắc cho Nguyễn Mạnh Tuấn

### Các sự kiện tham gia
- 2003 - Liên hoan phim Singapore - tại Singapore.[4]

- 2003 - Liên hoan phim Châu Á - tại Iran [5]

- 2005 - Cùng với Mùa hè chiều thẳng đứng của Đạo diễn Trần Anh Hùng, trình chiếu trong tuần phim Đông Nam Á, tại Mexico.[6]

- Chiếu trong chương trình “Tuần lễ phim Việt Nam tại Séc" cùng với Hà Nội 12 ngày đêm và Vua bãi rác.  [7]

## Hậu trường
Đạo diễn Phi Tiến Sơn đã đến Hội người mù để tìm người đóng vai ông giáo đốc tuy mù nhưng vẫn bất chấp ký các giấy tờ sổ sách, nhưng bị giám đốc của hội từ chối cho tuyển người. Cuối cùng, đạo diễn đã nhờ một người quen bị khiếm thị vào vai này. Cảnh quay của diễn viên Kim Khánh trong phong tắm đoàn làm phim đã phải tìm ngôi nhà với phòng có nhiều gương, họa sĩ của đoàn cũng vẽ thêm chi tiết cho chiếc áo mà Kim Khánh mặc. Riêng phân đoạn này, đã dùng đến 4000 mét film.
Đề cập đến đề tài nhạy cảm là tham nhũng, để tránh việc đụng chạm, nhân vật Hai Phán đã phải nói pha giọng cả 3 miền và bộ phim cũng không nói rõ nhân vật này làm việc ở có quan hành chính nào.

## Nhận xét
NSND - đạo diễn Huy Thành nói: “Lưới trời là một trong số 10 bộ phim nhựa dự giải “Cánh diều vàng” được Hội đồng Giám khảo đánh giá cao bởi tính chuyên nghiệp trong cách dàn dựng, nội dung sâu sắc, đặc biệt là yếu tố hấp dẫn”.
Ông Cao Văn Hùng - Giám đốc Công ty Điện ảnh TPHCM - nhận định: “Lưới trời sẽ hấp dẫn đối với  khán giả ở tuổi trưởng thành trở lên, nhưng sẽ khó thu hút được giới trẻ như phim Gái nhảy”.
Nguyễn Thái Hòa - Phó Giám đốc Hãng phim Giải Phóng: “phim Việt Nam (2003) đang trên đà ăn khách và Lưới trời cũng có đủ yếu tố để hấp dẫn cả giới trẻ”.